# Colias scudderi
Colias scudderi är en fjärilsart som beskrevs av Tryon Reakirt 1865. Colias scudderi ingår i släktet Colias och familjen vitfjärilar. Inga underarter finns listade i Catalogue of Life.

## Bildgalleri

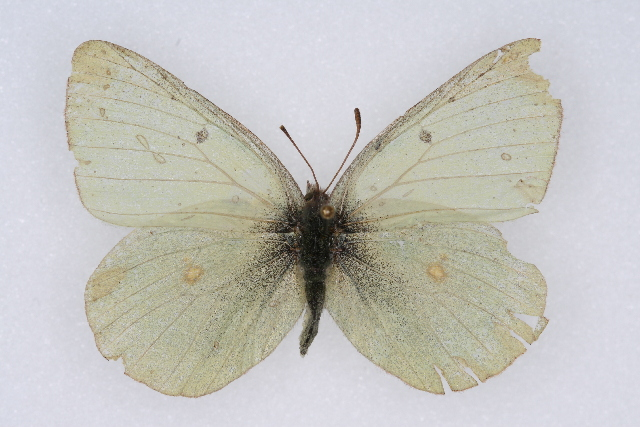